# Parti national (Syrie)
Le Parti national (arabe : الحزب الوطني al-Ḥizb al-Waṭanī) était un parti politique syrien fondé en 1947, qui s'est finalement dissous en 1963, après que le parti Baas syrien ait établi un régime de parti unique en Syrie à la suite d'un coup d'État. Il est né du Bloc National, qui s'est opposé aux Ottomans en Syrie et a ensuite exigé l'indépendance du mandat français. Le parti a reçu le plus grand soutien parmi la vieille garde et les industriels de Damas. Il a soutenu des liens plus étroits avec les pays et territoires arabes du sud de la Syrie, principalement l'Arabie saoudite, l'Égypte, le Liban et la Palestine mandataire, bien qu'il ait commencé à soutenir l'Irak et la Jordanie dirigés par les Hachémites à partir de 1949, avec un soutien public croissant. Alors qu'il était le parti dominant dans les années 1940 et au début des années 1950, il a ensuite été remplacé par son rival, le Parti populaire. Semblable au Parti populaire, le Parti national était également soutenu par les propriétaires fonciers.
En 1936, les dirigeants du Bloc national ( Hashim al-Atassi , Saadallah al-Jabiri , Lutfi al-Haffar , Jamil Mardam Bey , Shukri al-Quwatli , Nasib al-Bakri , Ibrahim Hananu , Sultan Basha al-Atrash , Faris al- Khoury , Saleh al-Ali , Faisal Najib, l'honoraire Sami Al Baroudi et Mohamed Alomar) ont envoyé une délégation en France pour réclamer l'indépendance. La délégation était dirigée par Hashim Atassi et comprenait Saadallah al-Jabiri, Faris al-Khoury, Jamil Mardam Bey, les ministres Odmon Humusi et Amir Naim Mustafa al-Shihabi avec Antioche comme secrétaire général.